# Polkovnik Savovo
Polkovnik Savovo (bulgariska: Полковник Савово) är ett distrikt i Bulgarien.   Det ligger i kommunen obsjtina Tervel och regionen Dobritj, i den nordöstra delen av landet, 300 km öster om huvudstaden Sofia.
Trakten runt Polkovnik Savovo består till största delen av jordbruksmark. Runt Polkovnik Savovo är det ganska glesbefolkat, med 35 invånare per kvadratkilometer.